# Darmstädter Meisterbauten
Unter Berufung auf die erste Ausstellung der Darmstädter Künstlerkolonie von 1901 wurde 1951, im Rahmen der 2. Darmstädter Gespräche vom 4.–6. August, die Ausstellung Mensch und Raum auf der Mathildenhöhe gezeigt. Dabei wurden die Entwürfe zu den elf ursprünglich geplanten Darmstädter Meisterbauten präsentiert. Die Bauten international renommierter Architekten waren typisch für die Wiederaufbauphase nach dem Zweiten Weltkrieg, elf Planungsaufträge wurden vergeben. Aufgrund fehlender finanzieller Mittel konnte die Stadt nur fünf, teils in reduzierter bzw. veränderter Form, realisieren. Dies waren
- die Georg-Büchner-Schule von Hans Schwippert;
- das Ludwig-Georgs-Gymnasium von Max Taut;
- die Frauenklinik von Otto Bartning und Otto Dörzbach;
- das Ledigenheim, ein Appartement-Haus, von Ernst Neufert;
- die Kita Kinderwelt von Franz Schuster.

Nicht realisiert wurden die Entwürfe
- einer Tonhalle am Wilhelminenplatz von Paul Bonatz;
- einer Grundschule mit Kindergarten für Bessungen von Willem Marinus Dudok;
- eines Stadthauses am Luisenplatz von Peter Grund;
- einer Volksschule für die Landgraf-Georg-Straße von Hans Scharoun;
- einer Mädchenberufsschule von  Rudolf Schwarz;
- einer Volksschule mit Kindergarten für Eberstadt von Otto Ernst Schweizer.